# Natação nos Jogos Pan-Americanos de 2015 - 400 m medley feminino
As competições dos 400 metros medley feminino da natação nos Jogos Pan-Americanos de 2015 foram realizadas em 16 de julho no Centro Aquático CIBC Pan e Parapan-Americano, em Toronto.

## Calendário
Horário local (UTC-4).
| Data        | Horário | Fase          |
| ----------- | ------- | ------------- |
| 16 de julho | 10:05   | Eliminatórias |
| 16 de julho | 19:12   | Final B       |
| 16 de julho | 19:22   | Final A       |

## Medalhistas
| Ouro   | USA Caitlin Leverenz |
| Prata  | CAN Sydney Pickrem   |
| Bronze | BRA Joanna Maranhão  |

## Recordes
Antes desta competição, os recordes mundiais e pan-americanos da prova eram os seguintes:
| Tipo                             | Atleta           | Tempo   | Local    | Data                |
| -------------------------------- | ---------------- | ------- | -------- | ------------------- |
|                                  | CHN Ye Shiwen    | 4m28s43 | Londres  | 28 de julho de 2012 |
| Recorde dos Jogos Pan-Americanos | CAN Joanne Malar | 4m38s46 | Winnipeg | 2 de agosto de 1999 |

## Resultados

### Eliminatórias
A eliminatória foi realizada em 16 de julho. 
| Pos. | Bateria | Raia | Nadador                     | Nacionalidade      | Tempo   | Nota |
| ---- | ------- | ---- | --------------------------- | ------------------ | ------- | ---- |
| 1    | 1       | 4    | Caitlin Leverenz            | USA Estados Unidos | 4:37.74 | QA,  |
| 2    | 2       | 4    | Emily Overholt              | CAN Canadá         | 4:39.84 | QA   |
| 3    | 2       | 5    | Sydney Pickrem              | CAN Canadá         | 4:40.77 | QA   |
| 4    | 2       | 3    | Katherine Mills             | USA Estados Unidos | 4:41.05 | QA   |
| 5    | 1       | 5    | Joanna Maranhão             | BRA Brasil         | 4:45.28 | QA   |
| 6    | 1       | 3    | Virginia Bardach            | ARG Argentina      | 4:48.96 | QA   |
| 7    | 1       | 6    | Natalia Jaspeado            | MEX México         | 4:51.69 | QA   |
| 8    | 1       | 2    | Moniika Hermosillo-González | MEX México         | 4:52.24 | QA   |
| 9    | 2       | 6    | Florencia Perotti           | ARG Argentina      | 4:52.60 | QB   |
| 10   | 2       | 2    | Gabrielle Roncatto          | BRA Brasil         | 4:55.65 | QB   |
| 11   | 1       | 7    | Karen Vilorio               | HON Honduras       | 5:03.69 | QB   |
| 12   | 2       | 7    | Andrea Cedrón               | PER Peru           | 5:07.00 | QB   |
| 13   | 2       | 1    | Maria Far                   | PAN Panamá         | 5:10.85 | QB   |

### Final B
A final B foi realizada em 16 de julho. 
| Pos. | Raia | Nadador            | Nacionalidade | Tempo   | Notas |
| ---- | ---- | ------------------ | ------------- | ------- | ----- |
| 9    | 4    | Florencia Perotti  | ARG Argentina | 4:50.52 |       |
| 10   | 5    | Gabrielle Roncatto | BRA Brasil    | 4:53.49 |       |
| 11   | 6    | Andrea Cedrón      | PER Peru      | 5:05.81 |       |
| 12   | 2    | Maria Far          | PAN Panamá    | 5:06.36 |       |
| 13   | 3    | Karen Vilorio      | HON Honduras  |         | DNS   |

### Final A
A final A foi realizada em 16 de julho. 
| Pos.              | Raia | Nadador                     | Nacionalidade      | Tempo   | Notas                            |
| ----------------- | ---- | --------------------------- | ------------------ | ------- | -------------------------------- |
| Medalha de ouro   | 4    | Caitlin Leverenz            | USA Estados Unidos | 4:35.46 | Recorde dos Jogos Pan-Americanos |
| Medalha de prata  | 3    | Sydney Pickrem              | CAN Canadá         | 4:38.03 |                                  |
| Medalha de bronze | 2    | Joanna Maranhão             | BRA Brasil         | 4:38.07 | Recorde nacional                 |
| 4                 | 6    | Katherine Mills             | USA Estados Unidos | 4:41.19 |                                  |
| 5                 | 7    | Virginia Bardach            | ARG Argentina      | 4:44.85 |                                  |
| 6                 | 1    | Natalia Jaspeado            | MEX México         | 4:49.89 |                                  |
| 7                 | 8    | Moniika Hermosillo-González | MEX México         | 4:53.83 |                                  |
| 8                 | 5    | Emily Overholt              | CAN Canadá         |         | DSQ                              |

Legenda
| Recorde mundial                  | Recorde mundial (World record)               |                       | Recorde africano                      | Recorde africano (African) |                                           | Q | Classificado por posição (Qualified) |
| Recorde dos Jogos Pan-Americanos | Recorde pan-americano (Pan-American record)  | Recorde da América    | Recorde da América (Americas)         | q                          | Classificado por melhor tempo (Qualified) |   |                                      |
| Melhor marca do ano              | Melhor marca do ano (World leading)          | Recorde asiático      | Recorde asiático (Asian)              | DNS                        | Não largou (Did not start)                |   |                                      |
| Recorde nacional                 | Recorde nacional (National record)           | Recorde europeu       | Recorde europeu (European)            | DNF                        | Não terminou (Did not finish)             |   |                                      |
| Recorde pessoal                  | Recorde pessoal do atleta (Personal best)    | Recorde da Oceania    | Recorde da Oceania (Oceania)          | DSQ / DQ                   | Desclassificado (Disqualified)            |   |                                      |
| Recorde da temporada             | Recorde da temporada do atleta (Season best) | Recorde sul-americano | Recorde sul-americano (South America) | NM                         | Sem marca (No mark)                       |   |                                      |